# 科爾法克斯鎮區 (堪薩斯州克勞德縣)
科尔法克斯鎮區（英語：Colfax Township），為位在美國堪薩斯州克勞德縣的鎮區。2010年美国人口普查中該鎮區人口有37人。

## 歷史
科尔法克斯鎮區於1872年設立。此鎮區的名稱以美國第17任副總統命名。

## 地理
科尔法克斯鎮區涵蓋面積92.66平方（35.78平方英里），境內無城市設立。

## 人口統計
根據2010年美國人口普查，科尔法克斯鎮區人口有37人，人口密度為0.4人/每平方公里。此鎮區居民之種族有97.3%為白人；0%為非裔美洲人；0%為美洲原住民；0%為亞洲人；0%為太平洋島民；0%為其他種族；另外有2.7%為混血種族。而西班牙裔或拉丁裔美洲人佔此鎮區人口的0%。

## 外部連結
- USGS Geographic Names Information System (GNIS) （页面存档备份，存于）
- US-Counties.com
- City-Data.com （页面存档备份，存于）